# Walter Forward
Walter Forward (ur. 24 stycznia 1786 w East Granby, zm. 24 listopada 1852) – amerykański polityk, w latach 1841–1843 sekretarz skarbu w gabinecie prezydenta Zachary’ego Taylora.